# Persuasiune (roman)
Persuasiune este ultimul roman complet terminat de Jane Austen. El a fost publicat postum la sfârșitul anului 1817, la șase luni după moartea autoarei. 
Acțiunea romanului o urmărește pe Anne Elliot, o tânără englezoaică de 27 de ani, a cărei familie se mută pentru a-și reduce cheltuielile și a ieși din datorii; în același timp războaiele se termină, iar marinarii se întorc pe țărm. Familia Annei își închiriază casa unui amiral și soției acestuia. Fratele soției amiralului, căpitanul de marină Frederick Wentworth, fusese logodit cu Anne în 1806 și acum cei doi, singuri și fără obligații, se întâlnesc din nou după mai bine de șapte ani. 

## Personaje principale

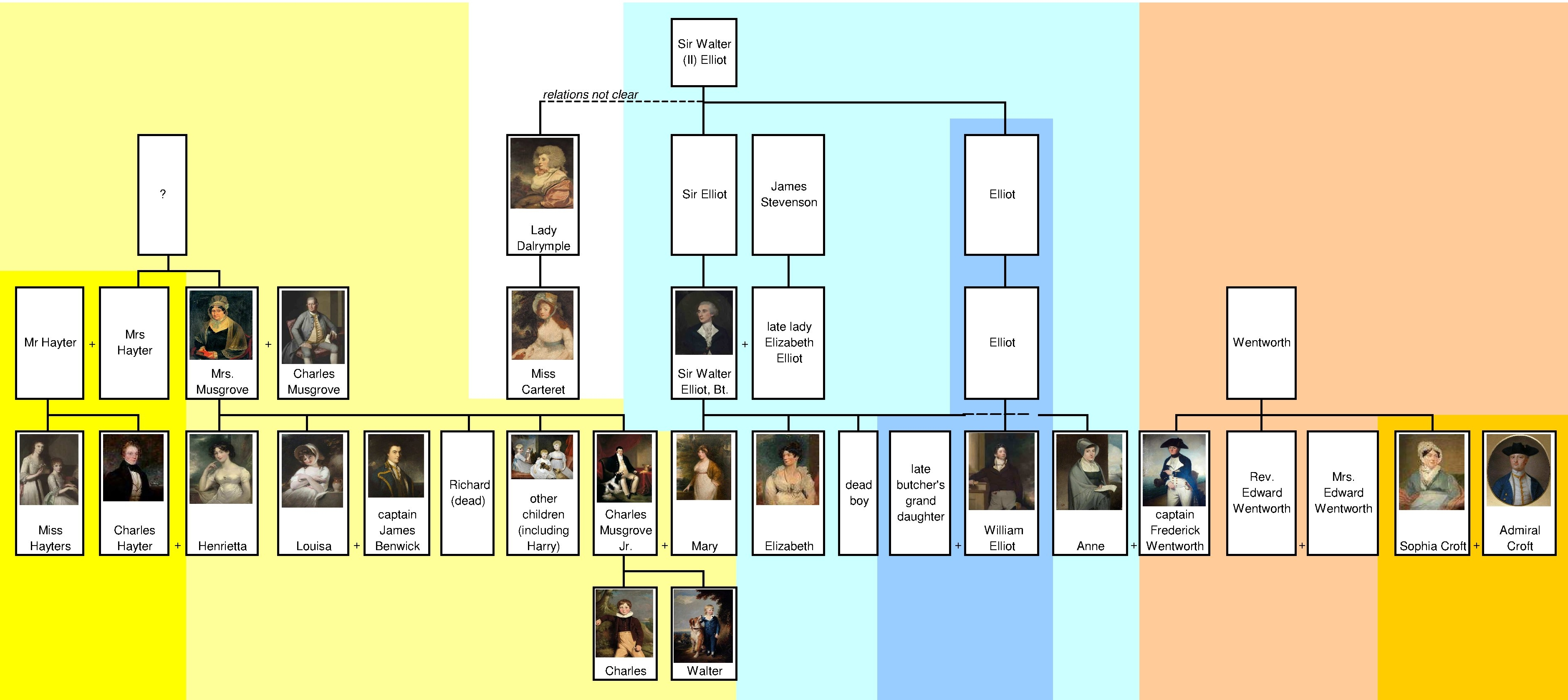
Arborii genealogici ai familiilor Elliott și Musgrove din Persuasiune